# Beauregard (Lot)
Beauregard – miejscowość i gmina we Francji, w regionie Oksytania, w departamencie Lot.
Według danych na rok 1990 gminę zamieszkiwały 184 osoby, a gęstość zaludnienia wynosiła 12 osób/km² (wśród 3020 gmin regionu Midi-Pireneje Beauregard plasuje się na 879. miejscu pod względem liczby ludności, natomiast pod względem powierzchni na miejscu 749.).